# Кетлери
Ке́тлери (на немски: Ketteler) – вестфалски дворянски род, херцози на Курландия и Семигалия от 1561 до 1737 г.

## Предшественици
Родът води своя произход от министериалите. Първият им представител е слугата Ламберт от Гюстен, споменат за първи път в документи от 1210 г. Неговият приемник Конрад Гюстенски е представен в документи от 1318 г. под името dictus Keteler, което означава майстор на котли. През 1440 г. представителят на рода Госвин фон Кетлер изгражда нов замък в Асен и основава страничен клон на Кетлерите – „Кетлери от Нови Асен“. Той също сменил стария родов герб със сребърен щит, с нов такъв – със златен щит. Към 1386 г. основният клон на Кетлерите били васали на графовете на Ансберг.

## Представители
- 1561 – 1587 Готард (1517/1518 – 27.4.1587), ∞ 1566 за Анна (1533 – 1602), дъщеря на херцог Албрехт VII фон Мекленбург-Шверин:
  - Фридрих I (25.11.1569 – 16.8.1642), следващия херцог на Курландия и Семигалия;
  - Вилхелм (20.7.1574 – 17.4.1640), следващия херцог на Курландия и Семигалия;
  - Елисабета (†1601), ∞ 1595 за силезкия княз Адам Вацлав фон Тешен (1574 – 1617).
- 1587 – 1642 Фридрих, ∞ 1600 за Елжбета Магдалена (1580 – 1602), дъщеря на западнопоморския княз Ернст Лудвиг.
- 1587 – 1617 Вилхелм, ∞ 1609 за София (1582 – 1610), дъщеря на херцога на Прусия Албрехт Фридрих:
  - Якоб Кетлер (17.11.1610 – 1.1.1682), следващ херцог на Курландия и Семигалия.
- 1642 – 1682 Якоб Кетлер, ∞ 1645 за Луиза Шарлота (1617 – 1676), дъщеря на бранденбургския курфюрст Георг Вилхелм:
  - Луиза Елизабет (1646 – 1690), ∞ 1670 за ландграф Фридрих II фон Хесен-Хомбург (1633 – 1708);
  - Фридрих II Казимир (6.7.1650 – 22.1.1698), следващ херцог на Курландия и Семигалия;
  - Мария Амалия (1653 – 1711), ∞ 1673 за ландграф Карл фон Хесен-Касел (1654 – 1730);
  - Фердинанд (1.11.1655 – 4.5.1737), бъдещ херцог на Курландия и Семигалия.
- 1682 – 1698 Фридрих II Казимир, 1-ви брак (1675) със София Амалия (1650 – 1688), дъщеря на граф Хайнрих фон Насау-Зиген; 2-ри брак (1691) с Елизабет София (1674 – 1748), дъщеря на бранденбургския курфюрст Фридрих Вилхелм:
  - Мария Доротея (1684 – 1743), ∞ 1703 за маркграф Албрехт Фридрих фон Бранденбург-Швет (1672 – 1731);
  - Елеонора Шарлота (1686 – 1748), ∞ 1714 за херцог Ернст Фердинанд фон Брауншвайг-Волфенбютел-Беверн (1682 – 1746);
  - Амалия Луиза (1687 – 1750), ∞ 1708 за княз Фридрих Вилхелм I Адолф фон Насау-Зиген (1680 – 1722);
  - Фридрих III Вилхелм (19.7.1692 – 21.1.1711), следващ херцог на Курландия и Семигалия.
- 1698 – 1711 Фридрих III Вилхелм, ∞ 1710 за императрицата (от 1730) на Русия Анна Ивановна (1693 – 1740).
- 1711 – 1737 Фердинанд, ∞ 1731 за Йохана Магдалена (1708 – 1760), дъщеря на херцог Йохан Георг фон Саксония-Вайсенфелс.[1]